# Difpodden
Difpodden, stiliserat som DIFpodden, är ett poddradioprogram som är skapat av Djurgårdens supportrar (fristående, med stöd av Järnkaminerna), som distribueras bland annat genom deras hemsida. Programmet hade premiär 26 januari 2013. Difpodden är gratis att lyssna på. Den har ett brett stöd från huvudföreningen, Djurgårdens IF.
Man har en toppnotering på mer än 25 000 lyssnare per avsnitt. 

## Utmärkelser
- 9 september blev Difpodden framröstad som "Bästa sportpodcast 2013" i tävlingen "Svenska podradiopriset" med totalt 2227 röster.

I kategorin "Sveriges bästa podcast" kom man på tredje plats med 1395 röster
- Difpodden vann Guldskölden 2013 i kategorin Årets sportpodd med 30,3 procent av rösterna.  [6]

De 2000 kronorna man vann genom Guldskölden valde man att skänka till Chibsah Foundation, som drivs av Yussif Chibsah. Han jobbar bland annat för att folk ska få tillgång till rent vatten och barn i Ghana ska få spela fotboll.

## Poddintro
Intromusiken är en Sjung för gamla Djurgår'n-version som framförs av Diana Ellman med hjälp av Olof Lindh på Gitarr/Bas. Prod. av Scandinavian Beat.

## Omnämningar i media
- Djurgårdens IF, 10 september 2013, Djurgårdens IF[8]